# Toyota South Africa Motors
Toyota South Africa Motors (Pty) Ltd (kurz TSAM) ist ein Automobilhersteller mit Sitz in Prospecton in der südafrikanischen Metropolgemeinde eThekwini und eine Tochtergesellschaft von Toyota.

## Geschichte
Im Jahr 1959 wurde das erste Toyota-Modell (ein Land Cruiser) nach Südafrika exportiert, zwei Jahre später folgten zehn Exemplare des Stout.
Die Produktion von Toyota-Modellen bei Motor Assemblies begann 1962 oder 1963. Ende 1964 übernahm die drei Jahre zuvor gegründete Vertriebsorganisation Toyota SA die Mehrheit an Motor Assemblies.
Im Jahr 1978 (oder 1979) erwarb TSAM schließlich 100 % der Anteile der Motor Assemblies.
Die japanische Toyota Motor Corporation erwarb 1996 zunächst 27,8 % der Anteile an TSAM, erhöhte diesen Anteil 2002 auf 75 % und 2009 schließlich auf 100 %.
Im Jahr 2006 löste Toyota SA BMW South Africa als größten Automobilexporteur des Landes ab.
Im Jahr 2014 zählte Toyota in Südafrika 8500 Mitarbeiter.

## Modelle
Bei Motor Assemblies wurden zunächst Pritschenwagen von Toyota wie der Toyopet Stout produziert. Ab 1966 begann mit dem Corona die Fertigung des ersten Personenkraftwagens der Marke Toyota. Im November 1966 begann die Motorenproduktion.
Seit 1970 wird in Südafrika der Hilux hergestellt, zudem werden seit 1974 Hino-Nutzfahrzeuge produziert. Im Mai 1975 begann die Produktion des Corolla.
Die von TSAM gefertigten Modelle werden auch exportiert: der Corolla seit 2003 nach Australien und seit 2007 nach Europa, der Hilux Pickup seit 2005 nach Europa und Afrika.
Mit dem Toyota Conquest bzw. Tazz verfolgte TSAM einen ähnlichen Ansatz (lange Bauzeit eines veralteten Modells, relativ geringe Modellpflege) wie Volkswagen mit dem Citi Golf und Nissan South Africa mit dem Nissan 1400. Das Modell wurde von 1986 als Conquest und von 1996 bis 2006 als Tazz verkauft. Allein von 1996 bis 2006 verkaufte TSAM 207.169 Exemplare des Tazz und war in diesem Zeitraum acht (von elf) Jahre lang Marktführer seiner Klasse. Als Nachfolger des Tazz werden der kleinere Aygo und der Etios angesehen.
Im Jahr 2013 wurde in Südafrika der einmillionste Corolla gefertigt.
Im Toyota-Werk Prospecton nahe Durban wurden im Jahr 2014 die Modelle Hilux, Fortuner, sämtliche Hino-Modelle und Taxis der Marke Ses’fikile aus Bausätzen hergestellt.